# Ghazijhip
El ghazijhip (Ghazijhippus talibhasani) és una espècie extinta de mamífer perissodàctil basal que visqué al subcontinent indi durant l'Eocè inferior, fa entre 47,8 i 56 milions d'anys. Se n'han trobat fòssils al Balutxistan Oriental (Pakistan). Es tracta de l'única espècie del gènere Ghazijhippus. Tenia les cúspides de les dents molars robustes i presentava un baix grau de lofodòncia. El nom específic Ghazijhippus significa ‘cavall del Ghazij’, mentre que el nom específic talibhasani fou elegit en honor del geòleg pakistanès Mirza Talib Hasan.